# امانکند
امانکند (به لاتین: Amankənd) یک منطقهٔ مسکونی در جمهوری آذربایجان است که در شهرستان بیله‌سوار (جمهوری آذربایجان) واقع شده‌است.

## خصوصیات
امانکند ۳٬۲۴۵ نفر جمعیت دارد.